# Hezekiél Sepeng
Hezekiél Sello Sepeng (* 30. června 1974 Potchefstroom) je bývalý jihoafrický běžec na středních tratích. Byl známý pod přezdívkou Potchefstroom Express.
Na Hrách Commonwealthu v roce 1994 získal v běhu na 800 m stříbrnou medaili a vyhrál tuto trať na Univerziádě 1995. Ve finále osmistovky na olympiádě 1996 doběhl druhý za Norem Vebjørnem Rodalem a stal se prvním černým olympijským medailistou v historii jihoafrického sportu. Obsadil druhé místo na hrách Commonwealthu 1998 a na mistrovství světa v atletice 1999. Na Letních olympijských hrách 2000 skončil v běhu na 800 m čtvrtý.
V letech 2005 až 2007 měl zastavenou činnost za užívání nandrolonu.

## Osobní rekordy
- 400 m: 46,50
- 800 m: 1:42,69
- 1500 m: 3:38,24